# Clemmys guttata
Genre
Synonymes
- Chelopus Rafinesque, 1832
- Nanemys Agassiz, 1857
- Melanemys Shufeldt, 1919

Espèce
Synonymes
- Testudo guttata Schneider, 1792
- Testudo punctata Schoepff, 1792
- Geoclemmys sebae Gray, 1869

Statut de conservation UICN

 EN A2cde+4ce : En danger
Statut CITES
Clemmys guttata, unique représentant du genre Clemmys, est une espèce de tortue de la famille des Emydidae.
En français elle est appelée Tortue ponctuée ou Clemmyde à gouttelettes.

## Description

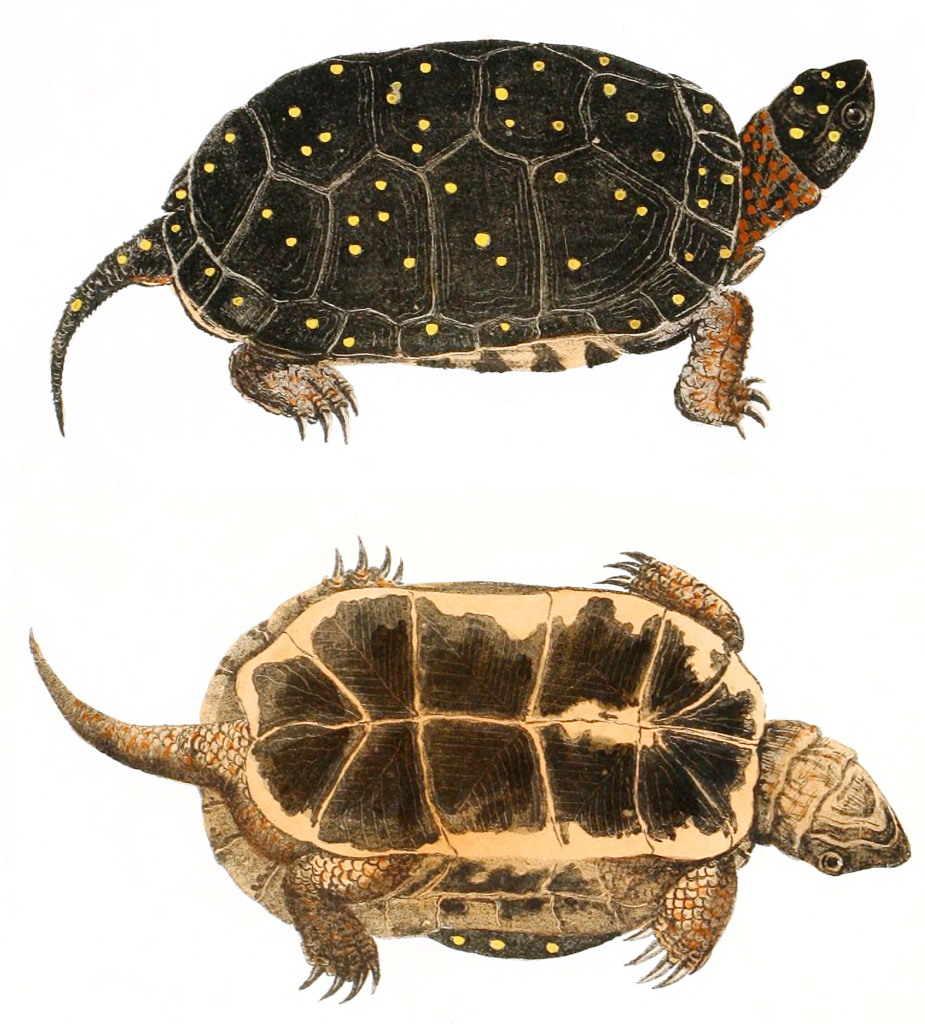
Clemmys guttata

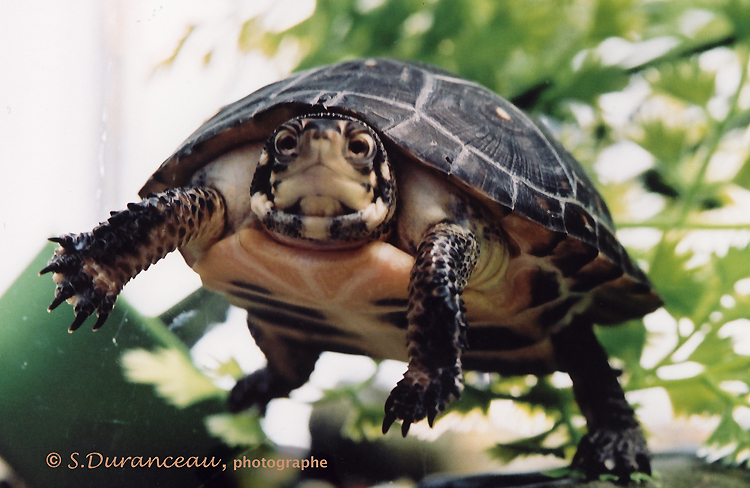
Clemmys guttata

Clemmys guttata fait partie des plus petites espèces de tortues, sans sous-espèce reconnue, avec une faible variabilité géographique. La dossière dépasse rarement 125 mm. Elle est noire, parsemée de points jaunes en nombre variable selon les individus (il existe des spécimens mélaniques, dépourvus de points). La couleur de fond du plastron est jaunâtre/orangée, largement couverte par deux zones symétriques longitudinales de taches noires. La tête et les membres sont noirs, mais les parties inférieures sont plus pâles : grises à orangées. Les points jaunes sont présents sur les pattes, la tête et le cou. Des taches jaunes discontinues s'étendent de l'arrière de l'œil vers la base du cou. Les juvéniles montrent généralement un seul point par écaille, le nombre augmentant au cours de la croissance. La dossière devient lisse chez l'adulte.

## Dimorphisme sexuel
Outre les différences communes à une majorité de chéloniens, concernant la queue (celle du mâle est plus épaisse à la base, le cloaque situé plus à l'extérieur) et le plastron (concave chez le mâle) :
- mâle : iris marron-rouge, menton grisâtre. Les taches jaunes sur le cou sont généralement plus réduites que chez la femelle
- femelle : iris jaune/orange, menton orange.

La différence de couleur du menton s'observe déjà plus ou moins nettement chez les nouveau-nés.

## Régime alimentaire
La nourriture inclut une grande variété d'invertébrés :
- crustacés (gammares, jeunes écrevisses, branchiopodes dans les mares temporaires...) ;
- larves et adultes d'insectes aquatiques (odonates, éphéméroptères, trichoptères, coléoptères, diptères...) ou insectes tombés sur l'eau (orthoptères) ;
- lombrics.

Et quelques vertébrés occasionnels comme des larves d'amphibiens, des poissons morts...
Les mollusques aquatiques (limnées, planorbes…) ne semblent pas être des proies régulières, et les végétaux sont plutôt pris accidentellement lors de l'ingestion d'une proie : algues filamenteuses, lentilles d'eau (observation personnelle).

## Reproduction
La maturité est atteinte plus rapidement au sud de son aire de répartition, en 7 à 10 ans à 9 cm (longueur de la dossière). Au nord, Clemmys guttata ne semble pas se reproduire avant d'avoir atteint 10 cm, entre 11 et 15 ans.
Clemmys guttata est active de mars à octobre. Elle peut cependant émerger pendant l'hibernation lors de journées particulièrement douces. La période de reproduction commence peu après la sortie d'hibernation. Les accouplements se produisent généralement jusqu'au mois de mai, les pontes, de fin mai à fin juin, plutôt le soir ou en début de nuit, parfois en fin d'après-midi par temps couvert.
Les œufs, sans être mous, ne sont pas très calcifiés. Couramment 2-3 œufs par ponte. Généralement une seule ponte par an dans des conditions naturelles, souvent plus en captivité. L'éclosion a lieu en août/septembre après une incubation de 44 à 83 jours. La durée de 44 jours correspond à des valeurs de température élevées et quasi constantes, cela ne se produit probablement jamais en conditions naturelles et n'est peut-être pas sans conséquence sur la viabilité des nouveau-nés. À l'éclosion, la dossière mesure entre 23 et 31 mm. Comme la plupart des espèces de tortues, la température d'incubation intervient dans la détermination du sexe. Selon Ernst, les œufs incubés à des températures comprises entre 22,5 et 27 °C, produisent une majorité de mâles, exclusivement des femelles à 30 °C.

## Répartition
Cette espèce se rencontre sur la côte est de l'Amérique du Nord :
- au Canada au sud de l'Ontario ;
- aux États-Unis, dans le New Hampshire, le Massachusetts, le Connecticut, l'État de New York, le New Jersey, la Pennsylvanie, l'Ohio, l'Indiana, de Michigan, l'Illinois, la Virginie, le Delaware, le Maryland, la Caroline du Nord, la Caroline du Sud, la Géorgie, le nord de la Floride, le Maine, le Vermont, la Virginie-Occidentale et à Rhode Island.

Si son aire de répartition est très étendue, sa distribution est aujourd'hui très fragmentée.

## Habitat
C'est une espèce liée à différents types de milieux humides caractérisés par un sol mou, riche en humus, une végétation émergente abondante et des zones aquatiques peu profondes : marécages, tourbières, petits ruisseaux, mares temporaires, zones forestières humides...
Elle peut exploiter différents milieux durant l'année : une étude canadienne a montré qu'une population de l'Ontario passait la période d'activité dans les marécages mais hibernait invariablement dans des tourbières voisines. Plus au sud de l'aire de répartition, des populations quittent les marécages pour les bois environnants pendant les périodes les plus chaudes pour y estiver.

## État des populations
Les populations de Clemmys guttata subissent une régression très importante dans de nombreuses zones de son aire de répartition. À l'instar d'autres espèces, des facteurs biologiques et écologiques concourent à sa vulnérabilité face à la pression humaine ; une maturité tardive, un taux de reproduction relativement faible, une dépendance à un ensemble de milieux très menacés... Elle a complètement disparu de régions où elle était encore abondante au début du XXe siècle, elle est souvent devenue rare ailleurs.
Les causes en sont directement ou indirectement humaines :
- d'abord, la destruction de son habitat : les zones humides sont encore souvent perçues comme insalubres et de plus inintéressantes sur le plan économique. Elles sont "valorisées", par le drainage et la canalisation des eaux à des fins de reconversion en terres agricoles ou zones urbaines ;
- certaines routes fractionnent des territoires et causent une mortalité importante lors des migrations ;
- la destruction, parfois en toute inconscience, des aires de ponte, lors de travaux d'aménagement peut causer indirectement la disparition d'une colonie. Les tortues sont alors contraintes à exploiter des zones moins propices à l'incubation des œufs ou bien à des migrations qui augmentent les risques de prédation sur les femelles cherchant à pondre. Par ailleurs, on a observé, chez d'autres espèces, que la multiplicité des aires de ponte limite la prédation sur les nids. Cette prédation peut affecter presque totalement la reproduction d'une colonie lorsque les nids sont concentrés dans une même zone ;
- les pollutions aux multiples origines : Clemmys guttata tolère moins bien que d'autres espèces la présence de substances toxiques (elle peut être considérée comme un indicateur de la qualité biologique d'un site) ;
- les prélèvements inconsidérés, légaux ou illégaux, pour le marché de la terrariophilie ;
- la prolifération de certains prédateurs opportunistes qui ont su tirer parti de l'anthropisation de leur milieu, comme le raton laveur. Une surpopulation de ces prédateurs peut à court terme détruire une colonie.

## Statut légal et protection
Aux USA, le statut légal de Clemmys guttata varie selon les états où cette espèce est présente naturellement. Elle est aujourd'hui protégée dans une grande partie de son aire de répartition, la réglementation est propre à chaque état.
Au Canada, elle a un statut d'"espèce vulnérable", elle bénéficie d'un certain niveau de protection, notamment par une loi récente pour la conservation des espèces sauvages, Fish and Wildlife Conservation Act.
La protection implique l'étude et la surveillance des populations, la conservation des zones marécageuses.

## Taxinomie
Certains auteurs placent dans le genre Clemmys Glyptemys insculpta (LeConte, 1830), Actinemys marmorata (Baird & Girard, 1852) ou Glyptemys muhlenbergii (Schoepff, 1801).

## Publications originales
- Schneider, 1792 : Beschreibung und Abbildung einer neuen Art von Wasserschildkröte nebst Bestimmungen einiger bisher wenig bekannten fremden Arten. Schriften der Gesellschaft Naturforschender Freunde zu Berlin, vol. 10, p. 259-283.
- Ritgen, 1828 : Versuch einer natürlichen Eintheilung der Vögel. Nova Acta physico-medica Academiae Caesareae Leopoldino-Carolinae Naturae Curiosorum, vol. 14, p. 245–284.